# Organisation de coopération économique de la mer Noire
L'Organisation de coopération économique de la mer Noire (OCEMN),  fondée et établie à Istanbul le 25 juin 1992 (Déclaration d'Istanbul) est une organisation internationale régionale. Elle fonctionne effectivement dès 1999 à la suite du dépôt de ratification des dix États membres de l'époque.

## Objectif
Elle a pour but la coopération multilatérale politique (maintien d'une certaine stabilité politique) et économique (développement du commerce) pour établir une dynamique interactionnelle et un réseau de confiance.
En effet, elle abonde dans une zone stratégique pétrolifère et de gaz naturel. De plus, elle se situe dans un corridor permettant les transferts économique entre Europe et Asie.

## Membres

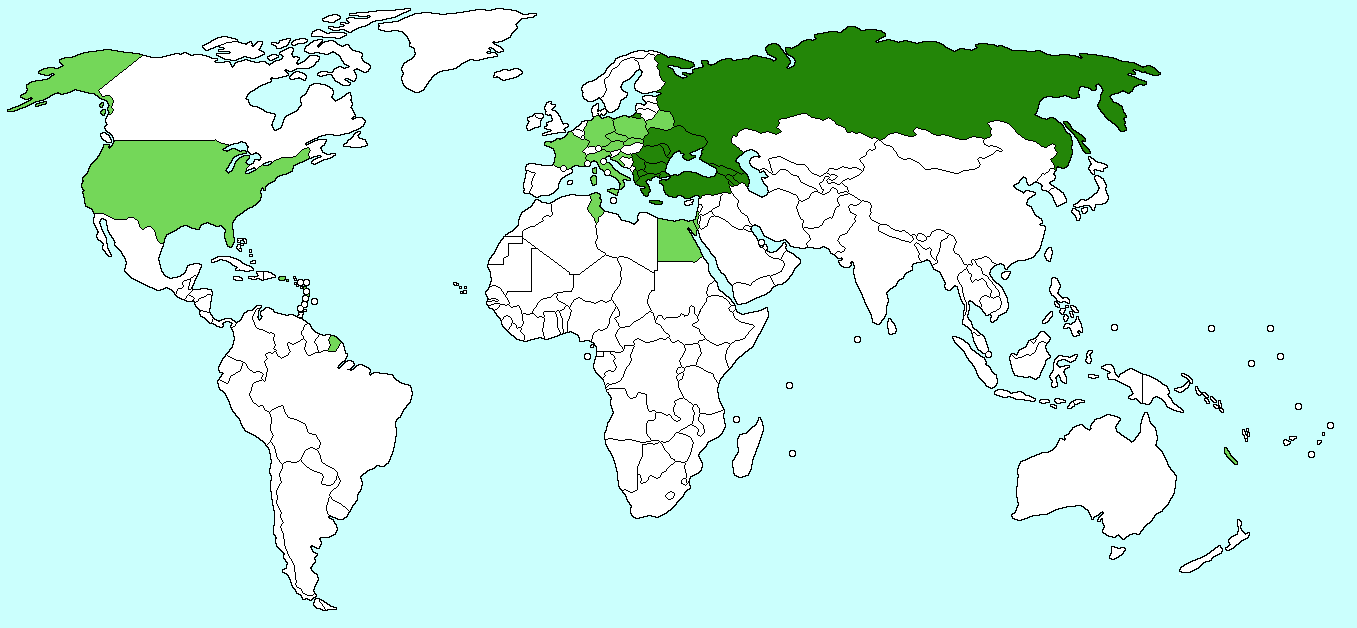
Membres (vert foncé) et observateurs (vert clair).

Désormais, l'OCEMN comprend 12 membres :
- Albanie
- Arménie
- Azerbaïdjan
- Bulgarie
- Géorgie
- Grèce
- Moldavie
- Roumanie
- Russie
- Serbie
- Turquie
- Ukraine

L'adhésion du Monténégro est bloquée par la Grèce en réponse au veto turc sur l'adhésion de Chypre.

## Poids sur la scène internationale
En 2011, les pays membres de l'OCEMN regroupent 333 millions d'habitants à l'origine d'un PIB de plus de 3 494 milliards de $ courants, soit un PIB moyen par habitant de 10 460 $ courants. À elles seules, la fédération de Russie et la Turquie représentent 65 % de la population totale et 75 % de la richesse produite. En 2011, en dehors de la Grèce qui connaît des difficultés liées à la crise de ses finances publiques, tous les pays qui composent l'OCEMN sont dans une situation de croissance économique. L'Azerbaïdjan et la Russie, grands producteurs et exportateurs d'énergie fossile, affichent un net excédent de leur balance courante. Globalement, en 2011, l'OCEMN a une balance des paiements courants déficitaire de 17 milliards de $ courants en grande partie expliquée par l'énorme besoin de financement extérieur de l'économie turque..
| Source: Banque de données de la Banque mondiale | Population  | Croissance du PIB (% annuel) | PIB ($ US courants) | PIB/habitant ($ US courants) | Balance des paiements courants ($ US courants) |
| ----------------------------------------------- | ----------- | ---------------------------- | ------------------- | ---------------------------- | ---------------------------------------------- |
| Albanie                                         | 3 215 988   | +3,0                         | 12 959 563 902      | 4 030                        | -1 561 643 411                                 |
| Arménie                                         | 3 100 236   | +4,6                         | 10 247 788 877      | 3 305                        | -1 136 382 153                                 |
| Azerbaïdjan                                     | 9 173 082   | +1,0                         | 63 403 650 746      | 6 912                        | 17 144 935 000                                 |
| Bulgarie                                        | 7 348 328   | +1,7                         | 53 514 380 731      | 7 283                        | 226 558 430                                    |
| Géorgie                                         | 4 486 000   | +7,0                         | 14 366 527 680      | 3 203                        | -1 843 687 531                                 |
| Grèce                                           | 11 300 410  | -7,1                         | 289 627 362 871     | 25 630                       | -28 582 720 075                                |
| Moldavie                                        | 3 559 000   | +6,4                         | 7 001 285 081       | 1 967                        | -790 370 000                                   |
| Roumanie                                        | 21 384 832  | +2,5                         | 189 775 739 205     | 8 874                        | -8 344 000 000                                 |
| Russie                                          | 142 960 000 | +4,3                         | 1 857 769 676 144   | 12 995                       | -98 834 392 520                                |
| Serbie                                          | 7 258 745   | +2,0                         | 45 819 561 019      | 6 312                        | -3 834 406 376                                 |
| Turquie                                         | 73 639 596  | +8,5                         | 774 983 417 981     | 10 524                       | -77 219 000 000                                |
| Ukraine                                         | 45 706 100  | +5,2                         | 165 245 009 991     | 3 615                        | -10 233 000 000                                |
| Ensemble OCEMN                                  | 333 132 317 |                              | 3 484 713 964 229   | 10 460                       | -17 339 323 595                                |

## Observateurs
- Allemagne
- Autriche
- Biélorussie
- Club International de la mer Noire
- Commission européenne
- Commission de la mer Noire
- Croatie
- Égypte
- États-Unis
- France
- Israël
- Italie
- Pologne
- République tchèque
- Secrétariat de la Charte de l'Énergie
- Slovaquie
- Tunisie

## Organes
Des structures particulières ont été mises en place :
- une banque de commerce de la mer Noire, qui soutient les projets d'investissements d'infrastructures, de transports et de télécommunication,
- une assemblée interparlementaire créée en 1993, dont le siège social est en Turquie, avec 76 représentants des parlements nationaux,
- un conseil d'affaire, réunissant les experts internationaux chargés de définir les opportunités d'investissements dans la zone.